# Безводное (Крым)
Безво́дное (до 1945 года Джепа́р-Берды́; укр. Безводне, крымскотат. Ceppar Berdi, Джеппар Берди) — исчезнувшее село в Ленинском районе Республики Крым, располагавшееся на юго-западе района и Керченского полуострова, в маловодной безымянной балке степного Крыма, примерно в 6,5 км к юго-востоку от современного села Яркое.

## История
Первое документальное упоминание села встречается в Камеральном Описании Крыма… 1784 года, судя по которому, в последний период Крымского ханства Чигав Верди входил в Орта Керченский кадылык Кефинского каймаканства. После присоединения Крыма к России (8) 19 апреля 1783 года, (8) 19 февраля 1784 года, именным указом Екатерины II сенату, на территории бывшего Крымского Ханства была образована Таврическая область и деревня была приписана к Левкопольскому, а после ликвидации в 1787 году Левкопольского — к Феодосийскому уезду Таврической области. После Павловских реформ, с 1796 по 1802 год, входила в Акмечетский уезд Новороссийской губернии. По новому административному делению, после создания 8 (20) октября 1802 года Таврической губернии, Джепар-Берды был включён в состав Кадыкелечинской волости Феодосийского уезда.
По Ведомости о числе селений, названиях оных, в них дворов… состоящих в Феодосийском уезде от 14 октября 1805 года , в деревне Джепар-Берды числилось 15 дворов и 78 жителей. На военно-топографической карте генерал-майора Мухина 1817 года деревня Япир берде обозначена с 14 дворами. После реформы волостного деления 1829 года Джепар-Берды, согласно «Ведомости о казённых волостях Таврической губернии 1829 года», отнесли к Чалтемирской волости (переименованной из Кадыкелечинской). На карте 1836 года в деревне 12 дворов. Затем, видимо, в результате ээмиграции крымских татар, деревня заметно опустела и на карте 1842 года Джапар-Берды обозначен условным знаком «малая деревня», то есть, менее 5 дворов.
В 1860-х годах, после земской реформы Александра II, деревню приписали к Сарайминской волости. Согласно «Списку населённых мест Таврической губернии по сведениям 1864 года», составленному по результатам VIII ревизии 1864 года, Джафар-Берды — владельческая татарская деревня с 15 дворами, 78 жителями и мечетью при колодцах. По обследованиям профессора А. Н. Козловского начала 1860-х годов, в селении колодцы были глубиной 1—5 саженей (от 2 до 10 м), но в большинстве из них (около трёх четвертей) вода была «дурного качества». Также имелись ауты, которые высыхали в течение лета (Аут — небольшой пруд в степном Крыму, наполнявшийся дождевой и талой водой). На трёхверстовой карте Шуберта 1865—1876 года в деревне Джапар-Берды обозначено 13 дворов. По «Памятной книге Таврической губернии 1889 года», по результатам Х ревизии 1887 года, в деревнях Джапар-Берды, Учевли-Кенегез и Ильгери-Коджалки вместе числилось 57 дворов и 327 жителей.
После земской реформы 1890-х годов деревню передали в состав Петровской волости. По «…Памятной книжке Таврической губернии на 1892 год» в Джапар-Берды, входившем в Джапар-Бердинское сельское общество, числилось 39 жителей в 5 домохозяйствах, а в безземельном Джапар-Берды, не входившем в сельское общество — 65 жителей, домохозяйств не имеющих. На верстовой карте Крыма 1896 года в селении обозначено 23 двора с татарским населением. По «…Памятной книжке Таврической губернии на 1902 год» в деревне Джапар-Берды, входившей в Джапар-Бердынское сельское общество, числилось 114 жителей в 23 домохозяйствах. В 1914 году в деревне велось строительство нового здания мектеба. По Статистическому справочнику Таврической губернии. Ч.II-я. Статистический очерк, выпуск пятый Феодосийский уезд, 1915 год, в деревне Джапар-Берды Петровской волости Феодосийского уезда числилось 35 дворов (13 дворов с землёй, 22 — безземельные) с татарским населением в количестве 125 человек приписных жителей и 66 «посторонних», из которых 99 мужчин и 92 женщины. Жители владели 1153 десятинами удобной земли. В хозяйствах имелось 146 лошадей, 80 волов, 49 коров и 125 голов овец, свиней, или коз.
После установления в Крыму Советской власти, по постановлению Крымревкома, 25 декабря 1920 года был образован Керченский (степной) уезд, а, постановлением ревкома № 206 «Об изменении административных границ» от 8 января 1921 года была упразднена волостная система и село вошло в состав Петровского района Керченского уезда, а в 1922 году уезды получили название округов. 11 октября 1923 года, согласно постановлению ВЦИК, в административное деление Крымской АССР были внесены изменения, в результате которых округа были отменены, Петровский район упразднили, влив в Керченский район. Согласно Списку населённых пунктов Крымской АССР по Всесоюзной переписи 17 декабря 1926 года, в селе Джепар-Берды, центре Джепар-Бердынского сельсовета Керченского района, числился 51 двор, все крестьянские, население составляло 224 человека, из них 216 татар, 5 русских, 3 украинцев, действовала татарская школа I ступени (пятилетка). Постановлением ВЦИК «О реорганизации сети районов Крымской АССР» от 30 октября 1930 года (по другим сведениям 15 сентября 1931 года) Керченский район упразднили и село включили в состав Ленинского. На подробной карте РККА Керченского полуострова 1941 года в селе обозначено 35 дворов.
В 1944 году, после освобождения Крыма от нацистов, согласно постановлению ГКО № 5859 от 11 мая 1944 года, 18 мая крымские татары были депортированы в Среднюю Азию. Указом Президиума Верховного Совета РСФСР от 21 августа 1945 года Джепар-Берды был переименован в Безводное и Джепар-Бердынский сельсовет — в Безводненский. С 25 июня 1946 года селение в составе Крымской области РСФСР. Исключено из учётных данных в 1952 году, в связи с организацией Керченского полигона.

### Динамика численности населения
| - 1805 год — 78 чел. - 1864 год — 78 чел. - 1889 год — 327 чел. - 1892 год — 104 чел. | - 1902 год — 114 чел. - 1915 год — 125/66 чел. - 1926 год — 224 чел. |